# Forgiven (telefilme)
Forgiven é um telefilme britânico de 2007 estrelado por Lucy Cohu e escrito e dirigido por Paul Wilmshurst para o Channel 4. O filme é baseado em uma história real.
Por seu papel como Liz, a atriz Lucy Cohu foi premiada com um Emmy Internacional de melhor atriz.

## Enredo
Forgiven conta a história do drama de Liz (Lucy Cohu) uma dona de casa do subúrbio que denuncia seu marido Stephen (Derek Riddell) a polícia por abusar sexualmente de sua filha Sophie, mas mais tarde ela decide reconstruir suas vidas juntos novamente dando a ela uma segunda chance.

## Elenco
- Lucy Cohu como Liz
- Derek Riddell como	Stephen
- Akbar Kurtha como Norman
- Jason Salkey como Richard
- Madeleine Rakic-Platt Sophie
- Lucinda Dryzek como Sophie	(adulta)
- Derek Hutchinson como Sargento
- George Anton como clínico George
- Lewis Barfoot como	policial
- Imogen Byron como Jessica
- Lolita Chakrabarti como Assistente Social
- Thomas Craig como Matt
- Michael Culkin como Judge
- Diane Fletcher como Susan
- Clare Grogan como Juíza
- David Kennedy como Oficial de justiça